# Tridactyle
Tridactyle är ett släkte av orkidéer. Tridactyle ingår i familjen orkidéer.

## Dottertaxa tillTridactyle, i alfabetisk ordning[1]
- Tridactyle anthomaniaca
- Tridactyle armeniaca
- Tridactyle aurantiopunctata
- Tridactyle bicaudata
- Tridactyle brevicalcarata
- Tridactyle brevifolia
- Tridactyle citrina
- Tridactyle crassifolia
- Tridactyle cruciformis
- Tridactyle eggelingii
- Tridactyle exellii
- Tridactyle filifolia
- Tridactyle fimbriatipetala
- Tridactyle flabellata
- Tridactyle furcistipes
- Tridactyle fusifera
- Tridactyle gentilii
- Tridactyle inaequilonga
- Tridactyle inflata
- Tridactyle lagosensis
- Tridactyle latifolia
- Tridactyle laurentii
- Tridactyle lisowskii
- Tridactyle minuta
- Tridactyle muriculata
- Tridactyle nalaensis
- Tridactyle nigrescens
- Tridactyle oblongifolia
- Tridactyle pentalobata
- Tridactyle phaeocephala
- Tridactyle sarcodantha
- Tridactyle scottellii
- Tridactyle stevartiana
- Tridactyle stipulata
- Tridactyle tanneri
- Tridactyle thomensis
- Tridactyle translucens
- Tridactyle tricuspis
- Tridactyle tridactylites
- Tridactyle tridentata
- Tridactyle trimikeorum
- Tridactyle truncatiloba
- Tridactyle unguiculata
- Tridactyle vanderlaaniana
- Tridactyle verrucosa
- Tridactyle virginea
- Tridactyle virgula